# 押廻埼灯台
押廻埼灯台（おしまわしさきとうだい）は、福井県大飯郡高浜町の音海半島の最北端に立つ白亜コンクリート造の小型灯台。

## 歴史
- 1961年（昭和36年）12月18日 初点灯(小浜航路標識事務所所管）
- 1967年（昭和42年）7月1日 舞鶴海上保安部所管
- 1977年（昭和52年）11月22日 灯器新替（LC型灯器）
- 1990年（平成2年）11月15日 灯器換装（LC管制器Ⅱ型に変更）
- 1995年（平成7年）4月1日 福井航路標識事務所所管
- 2001年（平成13年）
  - 3月28日 灯器換装（LED灯器Ⅴ型、太陽電池化）
  - 4月1日 敦賀海上保安部所管
- 2002年（平成14年）4月1日「押回埼灯台」から「押廻埼灯台」に名称変更[1]

## 周辺情報
- 音海の断崖
- 関西電力 高浜発電所